# Сдот-Негев
Сдот-Негев (ивр. שדות נגב‎) — региональный совет в Южном административном округе Израиля, в северо-западном Негеве, недалеко от сектора Газа. Ранее был известен под именем «Региональный совет Азата». 
В региональный совет входят 16 населённых пунктов: 2 кибуца, 12 мошавов и 2 общинных поселения.

## История
Региональный совет «Сдот-Негев» был основан в 1951 году религиозным сионистским движением Ха-поэль ха-мизрахи под названием «Региональный совет Северного Негева». 

## Население
По статистическим данным Центрального статистического бюро Израиля население регионального совета на 2024 год составляет 11 475 человек.